# Schefflera succinea
Schefflera succinea é uma espécie vegetal do gênero Schefflera.

## Sinônimos
- Didymopanax acuminatus Marchal